# Pilea lippioides
Pilea lippioides är en nässelväxtart som beskrevs av Ellsworth Paine Killip. Pilea lippioides ingår i släktet pileor, och familjen nässelväxter. Inga underarter finns listade i Catalogue of Life.